# John O'Hara
John O'Hara (Liverpool, 1962) é um músico britânico. É mais conhecido como tecladista da banda de rock Jethro Tull, que integra desde 2007.
Além do trabalho como músico, é professor nas universidades de Bath e Bristol, e tutor convidado do Royal Welsh College of Music and Drama.